# Rubus curvispinosus
Rubus curvispinosus är en rosväxtart som beskrevs av E.S. Edees och A. Newton. Rubus curvispinosus ingår i släktet rubusar, och familjen rosväxter. Inga underarter finns listade i Catalogue of Life.